# Фостер (Міссурі)
Фостер (англ. Foster) — селище (англ. village) в США, в окрузі Бейтс штату Міссурі. Населення — 76 осіб (2020).

## Географія
Фостер розташований за координатами 38°10′0″ пн. ш. 94°30′30″ зх. д. / 38.16667° пн. ш. 94.50833° зх. д. (38.166697, -94.508280).  За даними Бюро перепису населення США в 2010 році селище мало площу 1,27 км², з яких 1,26 км² — суходіл та 0,01 км² — водойми.

## Демографія
Згідно з переписом 2010 року, у селищі мешкало 117 осіб у 46 домогосподарствах у складі 35 родин. Густота населення становила 92 особи/км².  Було 60 помешкань (47/км²).
Расовий склад населення:
| - 98,3 % — білих - 0,9 % — чорних або афроамериканців |

До двох чи більше рас належало 0,9 %. Частка іспаномовних становила 3,4 % від усіх жителів.
За віковим діапазоном населення розподілялося таким чином: 24,8 % — особи молодші 18 років, 62,4 % — особи у віці 18—64 років, 12,8 % — особи у віці 65 років та старші. Медіана віку мешканця становила 44,5 року. На 100 осіб жіночої статі у селищі припадало 95,0 чоловіків;  на 100 жінок у віці від 18 років та старших — 91,3 чоловіків також старших 18 років.
За межею бідності перебувало 18,6 % осіб, у тому числі 64,0 % дітей у віці до 18 років та 8,8 % осіб у віці 65 років та старших.
Цивільне працевлаштоване населення становило 117 осіб. Основні галузі зайнятості: сільське господарство, лісництво, риболовля — 30,8 %, виробництво — 29,1 %, освіта, охорона здоров'я та соціальна допомога — 17,1 %, роздрібна торгівля — 6,8 %.